# 中亚锦鸡儿
中亚锦鸡儿（学名：Caragana tragacanthoides）为豆科锦鸡儿属下的一个种。